# Bubon
Bubon (in greco antico: Βουβών?) era un'antica città dell'Asia Minore nel nord della Licia; le sue rovine si trovano sulla collina chiamata Dikmen Tepe presso il villaggio odierno di İbecik in Turchia.
Bubon è menzionata da Plinio, Tolomeo e Ierocle. Plinio menziona una specie di gesso (creta) che è stato trovato a Bubon. 
Il mitico fondatore della città era il ladrone licio Bubon. Bubon in epoca tardo ellenistica appartenne alla Tetrapolis licia, un'unione di quattro città sotto la guida di Cibira. Questa confederazione fu sciolta circa nell'84-82 a.C. dai Romani. La città divenne quindi membro della Federazione Licia e divenne con questa parte della provincia di Licia e Panfilia. Bubon, insieme a Balbura e Oenoanda formava il distretto della Cabalia.
La città si ergeva su una collina. Le rovine non sono imponenti. C'è un piccolo teatro costruito in pietra arenaria, e sulla cima della collina c'era l'acropoli. Bubon è in un tratto montuoso e controlla l'ingresso al passo sopra le montagne. Rimangono solo pochi resti, incluso un teatro. Nel centro della città c'è un antico edificio che probabilmente serviva al culto imperiale. Qui, nei primi anni '60, durante scavi clandestini, furono rinvenute numerose statue in bronzo di imperatori e imperatrici, che ora sono disseminate in numerose collezioni in tutto il mondo. Dal 2004 al 2006, a Bubon e nei suoi dintorni il lavoro sul campo epigrafico e archeologico è stato condotto sotto la direzione di Christina Kokkinia dell'Istituto di studi greci e romani di Atene. 
Antica sede episcopale ma non più vescovato residenziale, Bubon è sede titolare della chiesa cattolica.